# William Matthews
William Matthews (ur. 26 kwietnia 1755, zm. ok. 1808) – amerykański polityk.
W latach 1797–1799 z ramienia Partii Federalistycznej przez jedną dwuletnią kadencję Kongresu Stanów Zjednoczonych był przedstawicielem szóstego okręgu wyborczego w stanie Maryland w Izbie Reprezentantów Stanów Zjednoczonych.